# Глазго (Пенсільванія)
Глазго (англ. Glasgow) — місто (англ. borough) в США, в окрузі Бівер штату Пенсільванія. Населення — 71 особа (2020).

## Географія
Глазго розташоване за координатами 40°38′40″ пн. ш. 80°30′29″ зх. д. / 40.64444° пн. ш. 80.50806° зх. д. (40.644353, -80.508071).  За даними Бюро перепису населення США в 2010 році місто мало площу 0,28 км², з яких 0,16 км² — суходіл та 0,13 км² — водойми.

## Демографія
Згідно з переписом 2010 року, у селищі мешкало 60 осіб у 29 домогосподарствах у складі 17 родин. Густота населення становила 212 осіб/км².  Було 33 помешкання (116/км²).
Расовий склад населення:
| - 100,0 % — білих |

До двох чи більше рас належало 0,0 %. Частка іспаномовних становила 5,0 % від усіх жителів.
За віковим діапазоном населення розподілялося таким чином: 15,0 % — особи молодші 18 років, 65,0 % — особи у віці 18—64 років, 20,0 % — особи у віці 65 років та старші. Медіана віку мешканця становила 47,3 року. На 100 осіб жіночої статі у селищі припадало 122,2 чоловіків;  на 100 жінок у віці від 18 років та старших — 112,5 чоловіків також старших 18 років.
Середній дохід на одне домашнє господарство  становив 42 907 доларів США (медіана — 38 125), а середній дохід на одну сім'ю — 46 712 долари (медіана — 39 063). За межею бідності перебувало 21,1 % осіб, у тому числі 43,8 % дітей у віці до 18 років та 0,0 % осіб у віці 65 років та старших.
Цивільне працевлаштоване населення становило 30 осіб. Основні галузі зайнятості: освіта, охорона здоров'я та соціальна допомога — 50,0 %, роздрібна торгівля — 16,7 %, будівництво — 13,3 %, мистецтво, розваги та відпочинок — 10,0 %.